# Vörös György (tollaslabdázó)
Vörös György (Monor, 1959. március 11. – 2021. január 7.) örökös magyar bajnok tollaslabdázó, edző.
Pályafutása során ötször egyéniben, hétszer férfi párosban és kilencszer vegyes párosban nyert magyar bajnokságot. Emellett nyolcszor nyert csapatbajnokságot a Honvéd Zrínyi SE tollaslabda szakosztályával.

## Díjai, elismerései
- Férfi egyéni magyar tollaslabdabajnok (1981, 1982, 1983, 1984, 1986)
- Férfi páros magyar tollaslabdabajnok (1981, 1982, 1983, 1984, 1987, 1994)
- Vegyes páros magyar tollaslabdabajnok (1981, 1982, 1983, 1984, 1985, 1987, 1991, 1992, 1994)
- Magyar tollaslabda-csapatbajnok a Honvéd Zrínyi SE-vel (1981, 1983, 1984, 1985,  1986, 1988, 1989 és 1995/96)
- Az év magyar tollaslabdázója (1982, 1984, 1985)